# Mycetophila obscura
Mycetophila obscura är en tvåvingeart som först beskrevs av Walker 1848.  Mycetophila obscura ingår i släktet Mycetophila och familjen svampmyggor.
Artens utbredningsområde är Ontario. Inga underarter finns listade i Catalogue of Life.